# 河洛文化
河洛文化是一种地域文化，“河洛”指黄河与洛河交汇地带即今河南省洛阳市一带，河洛文化是中原文化的重要组成部分，是中华文化的源头和核心。河洛文化是中华文明的摇篮文化，易经系辞上说：“河出图，洛出书，圣人则之。”《论语》上讲：“凤鸟不至，河不出图。”《竹书纪年》里讲：黄帝在河洛修坛沉璧，受龙图龟书。 河洛文化的古代地域以洛阳盆地为中心，西至潼关、华阴，东至荥阳、开封，南至汝颖，北跨黄河至晋南、济源一带。

## 特征
- 原发性：河图和洛书是中国哲学的开端,同时儒学、道学、佛学等都起源于河洛。
- 正统性：河洛文化在古时就是人们追求和信仰的标志，儒学渊源于河洛三代的礼乐文化。
- 兼容性：有强大的吸引、包容、凝聚的力量，能兼容并包，并以其强大的生命力、辐射力和同化力向外传播延伸。
- 连续性：河洛地区有古代三皇五帝传说，还有与传说相关的历史遗迹。大量地下文物的发现，印证了历史文献记载的真实性。[2]